# Tubo

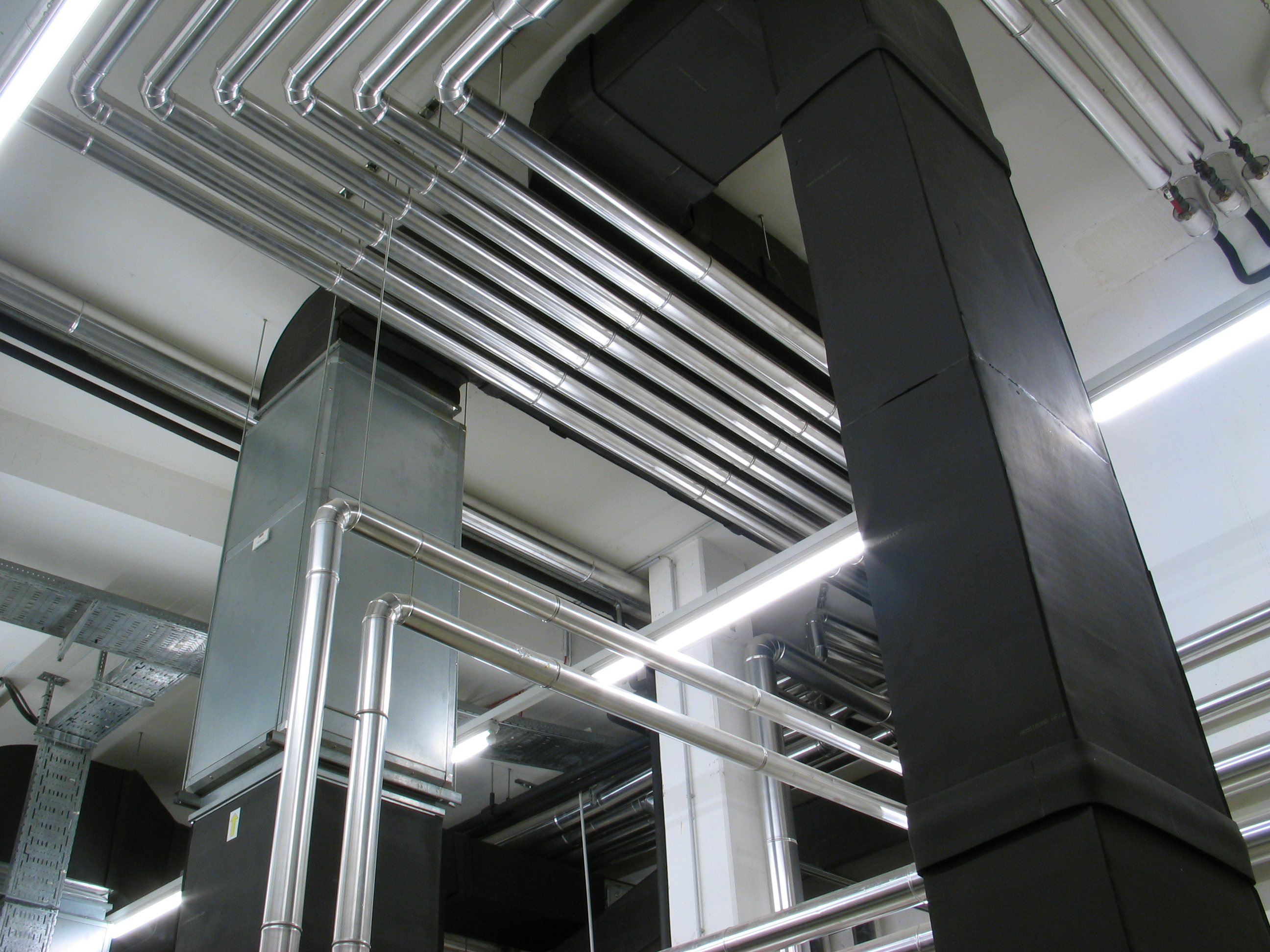
Conjunto de tubos para transporte de água num sistema de ar-condicionado

Um tubo, cano ou conduta é um cilindro (embora possa possuir outros formatos, como o retangular, por exemplo) oco comprido geralmente fabricado em cerâmico, metal ou plástico. Pode variar de diâmetro, espessura de parede e comprimento. Tubos são, geralmente, utilizados em:
- Transporte de líquidos e/ou gases
- Construção civil
- Exploração de poços de petróleo
- Partes de máquinas e equipamentos mecânicos
- Metalurgia

## Tubo Inox
O tubo inox é amplamente utilizado em diversas indústrias, em projetos que necessitem de resistência e durabilidade, como em corrimões de escada, para-choque de veículos, tubulações hidráulicas, guarda-corpos e canos de escape.